# 格奧爾格·克里斯蒂安 (東菲士蘭)
格奧爾格·克里斯蒂安（德語：Georg Christian，1634年2月6日—1665年6月6日），東菲士蘭親王，1660年至1665年在位。

## 家庭
1662年，格奧爾格·克里斯蒂安與符騰堡的克莉絲汀·夏洛特結婚，兩人共有1子2女：
1. 埃伯哈爾汀·卡塔里娜（1663年—1664年），夭折
2. 朱麗安妮·夏洛特（1664年—1666年），夭折
3. 克里斯蒂安·埃伯哈德（1665年—1708年）